# Романово (Старицкий район)
Романово — деревня в Старицком районе Тверской области, входит в состав Степуринского сельского поселения.

## География
Деревня расположена в 11 км на юго-запад от центра поселения деревни Степурино и в 30 км на юго-восток от райцентра города Старицы.

## История
В 1834 году в селе была построена каменная Предтеченская церковь с 3 престолами.
В конце XIX — начале XX века село входило в состав Ушаковской волости Зубцовского уезда Тверской губернии. 
С 1929 года деревня являлась центром Романовского сельсовета Старицкого района Ржевского округа Западной области, с 1935 года — в составе Калининской области, с 1994 года — центр Романовского сельского округа, с 2005 года — в составе Степуринского сельского поселения. 

## Население
| 1859 | 1897 | 1996 | 2002 | 2010 |
| ---- | ---- | ---- | ---- | ---- |
| 542  | ↗662 | ↘143 | ↘107 | ↘106 |

## Достопримечательности
В деревне расположена недействующая Церковь Иоанна Предтечи (1834).